# Новий Бромеж
Новий Бромеж (пол. Nowy Bromierz) — село в Польщі, у гміні Старожреби Плоцького повіту Мазовецького воєводства.
Населення — 148 осіб (2011).
У 1975-1998 роках село належало до Плоцького воєводства.

## Демографія
Демографічна структура станом на 31 березня 2011 року:
|          | Загалом | Допрацездатний вік | Працездатний вік | Постпрацездатний вік |
| -------- | ------- | ------------------ | ---------------- | -------------------- |
| Чоловіки | 69      | 21                 | 38               | 10                   |
| Жінки    | 79      | 27                 | 37               | 15                   |
| Разом    | 148     | 48                 | 75               | 25                   |